# Llista d'enclavaments a Catalunya
A Catalunya hi ha 77 enclavaments interns, sense comptar amb Llívia que en forma un de propi dins de França. Són parts d'un municipi que estan dins d'un altre, o rodejats per altres municipis, sense un continu territorial amb el municipi del que pertany. Normalment estan situats dins de la mateixa comarca, encara que en trobem alguns dins d'altres comarques o províncies.

## Nivell estatal
| Nom    | Pertany a | Situat a | Coordenades                                                 | Superfície (km²) |
| ------ | --------- | -------- | ----------------------------------------------------------- | ---------------- |
| Llívia | Catalunya | França   | 42° 28′ 2.68″ N, 1° 58′ 33.58″ E / 42.4674111°N,1.9759944°E | 12,93            |

## Nivell provincial
| Nom                       | Pertany a              | Situat a               | Coordenades                                                  | Superfície (km²) |
| ------------------------- | ---------------------- | ---------------------- | ------------------------------------------------------------ | ---------------- |
| Valielles                 | Província de Barcelona | Província de Lleida    | 42° 6′ 36.13″ N, 1° 40′ 20.68″ E / 42.1100361°N,1.6724111°E  | 3,20             |
| Rovira de Baix o Boatella | Província de Girona    | Província de Barcelona | 42° 7′ 31.48″ N, 2° 1′ 16.11″ E / 42.1254111°N,2.0211417°E   | 3,31             |
| Malagarriga               | Província de Lleida    | Província de Barcelona | 41° 53′ 23.92″ N, 1° 42′ 51.81″ E / 41.8899778°N,1.7143917°E | 1,05             |
| Can Vies                  | Província de Tarragona | Província de Barcelona | 41° 18′ 42.1″ N, 1° 38′ 1.32″ E / 41.311694°N,1.6337000°E    | 0,3              |

## Nivell comarcal
| Nom                          | Pertany a     | Situat a                           | Coordenades                                                  | Superfície (km²) |
| ---------------------------- | ------------- | ---------------------------------- | ------------------------------------------------------------ | ---------------- |
| Sant Mer                     | Alt Urgell    | Solsonès                           | 41° 59′ 17.6″ N, 1° 19′ 2.46″ E / 41.988222°N,1.3173500°E    | 0.53             |
| Can Vies                     | Baix Penedès  | Alt Penedès                        | 41° 18′ 42.1″ N, 1° 38′ 1.32″ E / 41.311694°N,1.6337000°E    | 0,3              |
| Santa Creu d'Olorda          | Barcelonès    | Vallès Occidental i Baix Llobregat | 41° 24′ 56.16″ N, 2° 3′ 32.68″ E / 41.4156000°N,2.0590778°E  | 2,0              |
| Valielles                    | Berguedà      | Solsonès                           | 42° 6′ 36.13″ N, 1° 40′ 20.68″ E / 42.1100361°N,1.6724111°E  | 3,20             |
| Comesòlibes                  | Osona         | Bages                              | 41° 56′ 19.71″ N, 2° 0′ 54.79″ E / 41.9388083°N,2.0152194°E  | 0,44             |
| Enrens i Trepadús            | Pallars Jussà | Alta Ribagorça                     | 42° 21′ 34.53″ N, 0° 46′ 47.49″ E / 42.3595917°N,0.7798583°E | 9,72             |
| Aguilella                    | Pla d'Urgell  | Urgell                             | 41° 41′ 35.17″ N, 1° 4′ 26.4″ E / 41.6931028°N,1.074000°E    | 3,1              |
| Rovira de Baix o Boatella    | Ripollès      | Berguedà                           | 42° 7′ 31.48″ N, 2° 1′ 16.11″ E / 42.1254111°N,2.0211417°E   | 3,31             |
| Vensilló                     | Segrià        | Pla d'Urgell                       | 41° 36′ 5.11″ N, 0° 47′ 22.71″ E / 41.6014194°N,0.7896417°E  | 7,78             |
| Malagarriga                  | Solsonès      | Bages                              | 41° 53′ 23.92″ N, 1° 42′ 51.81″ E / 41.8899778°N,1.7143917°E | 1,05             |
| Montclar d'Urgell            | Urgell        | Noguera                            | 41° 50′ 37.9″ N, 1° 2′ 34.23″ E / 41.843861°N,1.0428417°E    | 9,32             |
| Torretosquella o la Quadreta | Urgell        | Noguera                            | 41° 45′ 25.56″ N, 0° 58′ 18.39″ E / 41.7571000°N,0.9717750°E | 0,77             |

## Nivell municipal
| Nom                                        | Pertany a                | Situat a                                                                    | Coordenades                                                  | Superfície (km²) |
| ------------------------------------------ | ------------------------ | --------------------------------------------------------------------------- | ------------------------------------------------------------ | ---------------- |
|                                            | Es Bòrdes                | Vilamòs i Arres                                                             | 42° 44′ 5.67″ N, 0° 40′ 34.42″ E / 42.7349083°N,0.6762278°E  |                  |
| Es Cabanes dera Montanha                   | Vilamòs                  | Es Bòrdes                                                                   | 42° 43′ 45.93″ N, 0° 41′ 3.89″ E / 42.7294250°N,0.6844139°E  |                  |
| Casós                                      | el Pont de Suert         | Vilaller                                                                    | 42° 28′ 57.86″ N, 0° 44′ 0.44″ E / 42.4827389°N,0.7334556°E  |                  |
| Enrens i Trepadús                          | Tremp                    | el Pont de Suert                                                            | 42° 21′ 34.53″ N, 0° 46′ 47.49″ E / 42.3595917°N,0.7798583°E | 9,72             |
| Larén                                      | Senterada                | Sarroca de Bellera i la Torre de Cabdella                                   | 42° 22′ 39.87″ N, 0° 54′ 51.16″ E / 42.3777417°N,0.9142111°E | 3,69             |
| Vinyer de Bescaran                         | les Valls de Valira      | Arsèguel, Estamariu i el Pont de Bar                                        | 42° 21′ 45.95″ N, 1° 33′ 43.28″ E / 42.3627639°N,1.5620222°E |                  |
| Bell-lloc                                  | la Seu d'Urgell          | Alàs i Cerc                                                                 | 42° 20′ 40.11″ N, 1° 29′ 53.37″ E / 42.3444750°N,1.4981583°E |                  |
| les Costes de Peralada                     | Mollet de Peralada       | Peralada, Garriguella i Rabós                                               | 42° 20′ 22.82″ N, 3° 1′ 31.14″ E / 42.3396722°N,3.0253167°E  |                  |
| Tremp (ciutat)                             | Tremp                    | Talarn                                                                      | 42° 10′ 5.2″ N, 0° 53′ 44.62″ E / 42.168111°N,0.8957278°E    |                  |
| Fontanet                                   | Cabó                     | Organyà                                                                     | 42° 11′ 46″ N, 1° 18′ 49″ E / 42.196037°N,1.313493°E         |                  |
| Toralla i Serradell                        | Conca de Dalt            | Salàs de Pallars, Tremp, la Pobla de Segur, Senterada i el Pont de Suert    | 42° 16′ 46.77″ N, 0° 53′ 19.29″ E / 42.2796583°N,0.8886917°E |                  |
| Castellins                                 | Montferrer i Castellbò   | les Valls d'Aguilar i Ribera d'Urgellet                                     | 42° 18′ 36.65″ N, 1° 19′ 45.95″ E / 42.3101806°N,1.3294306°E | 0,85             |
| Baridà                                     | Ribera d'Urgellet        | les Valls d'Aguilar, Cabó i Fígols i Alinyà                                 | 42° 16′ 24.37″ N, 1° 20′ 8.36″ E / 42.2734361°N,1.3356556°E  | 5,64             |
| els Cortils                                | Bagà                     | Saldes, Josa i Tuixén, Gisclareny i Montellà i Martinet                     | 42° 17′ 0.72″ N, 1° 41′ 22.17″ E / 42.2835333°N,1.6894917°E  | 3,28             |
| Gréixer                                    | Guardiola de Berguedà    | Riu de Cerdanya, Bellver de Cerdanya, Urús i Bagà                           | 42° 17′ 47.8″ N, 1° 50′ 46.39″ E / 42.296611°N,1.8462194°E   |                  |
| la Canya                                   | la Vall de Bianya        | Sant Joan les Fonts i Olot                                                  | 42° 12′ 17.88″ N, 2° 30′ 5.68″ E / 42.2049667°N,2.5015778°E  |                  |
| Espinavessa                                | Cabanelles               | Navata, Vilademuls, Esponellà i Crespià                                     | 42° 11′ 23.05″ N, 2° 50′ 42.73″ E / 42.1897361°N,2.8452028°E |                  |
| Rúbies                                     | Camarasa                 | Vilanova de Meià, Àger, i Llimiana                                          | 42° 1′ 18.31″ N, 0° 54′ 27.27″ E / 42.0217528°N,0.9075750°E  |                  |
| Montadó                                    | Isona i Conca Dellà      | Vilanova de Meià, Artesa de Segre, i Gavet de la Conca                      | 42° 1′ 1.96″ N, 1° 4′ 45.01″ E / 42.0172111°N,1.0791694°E    | 5,33             |
| els Obacs de Llimiana                      | Llimiana                 | Isona i Conca Dellà i Gavet de la Conca                                     | 42° 5′ 7.55″ N, 0° 59′ 4.36″ E / 42.0854306°N,0.9845444°E    | 3,52             |
| Puigcercós                                 | Tremp                    | Talarn i Castell de Mur                                                     | 42° 7′ 53.71″ N, 0° 53′ 21.91″ E / 42.1315861°N,0.8894194°E  | 1,59             |
| Palau de Noguera, Vilamitjana i Suterranya | Tremp                    | Gavet de la Conca, Isona i Conca Dellà i Talarn                             | 42° 8′ 47.92″ N, 0° 55′ 50.49″ E / 42.1466444°N,0.9306917°E  |                  |
| la Rebolleda                               | l'Espunyola              | Montmajor i Navès                                                           | 42° 02′ 50″ N, 1° 40′ 41″ E / 42.047186°N,1.678156°E         | 0,96             |
| Sant Quintí de Montclar                    | Montclar                 | l'Espunyola, Avià i Casserres                                               | 42° 01′ 54″ N, 1° 48′ 09″ E / 42.031636°N,1.802571°E         | 2,88             |
| Comesposades                               | Montmajor                | l'Espunyola, Navès i Capolat                                                | 42° 03′ 24″ N, 1° 41′ 42″ E / 42.056694°N,1.695003°E         | 8,01             |
| Valielles                                  | Montmajor                | Guixers i Navès                                                             | 42° 6′ 36.13″ N, 1° 40′ 20.68″ E / 42.1100361°N,1.6724111°E  | 3,20             |
| Catllarí                                   | Montmajor                | Castellar del Riu, Fígols i Guixers                                         | 42° 08′ 58″ N, 1° 44′ 07″ E / 42.149540°N,1.735209°E         | 5,45             |
| Mola de Lord                               | Sant Llorenç de Morunys  | Navès i Guixers                                                             | 42° 07′ 11″ N, 1° 34′ 50″ E / 42.119763°N,1.580520°E         |                  |
| Mirabella o Miravelles                     | Olius                    | Solsona                                                                     | 42° 00′ 11″ N, 1° 29′ 57″ E / 42.003156°N,1.499183°E         |                  |
| Rovira de Baix o Boatella                  | les Llosses              | Borredà                                                                     | 42° 7′ 31.48″ N, 2° 1′ 16.11″ E / 42.1254111°N,2.0211417°E   | 3,31             |
| Gerb                                       | Os de Balaguer           | les Avellanes i Santa Linya, Balaguer, Camarasa i Castelló de Farfanya      | 41° 49′ 44″ N, 0° 47′ 41″ E / 41.828980°N,0.794620°E         |                  |
| Montclar d'Urgell                          | Agramunt                 | Preixens, Foradada i Artesa de Segre                                        | 41° 50′ 37.9″ N, 1° 2′ 34.23″ E / 41.843861°N,1.0428417°E    | 9,32             |
| Sant Mer                                   | Bassella                 | Pinell de Solsonès                                                          | 41° 59′ 17.6″ N, 1° 19′ 2.46″ E / 41.988222°N,1.3173500°E    | 0.53             |
| les Cases de la Serra                      | Torrefeta i Florejacs    | Vilanova de l'Aguda, Sanaüja i Pinell de Solsonès                           | 41° 54′ 18″ N, 1° 18′ 16″ E / 41.904924°N,1.304397°E         |                  |
| Malagarriga                                | Pinós                    | Cardona i Navàs                                                             | 41° 53′ 23.92″ N, 1° 42′ 51.81″ E / 41.8899778°N,1.7143917°E | 1,05             |
| la Muntada                                 | Muntanyola               | Sant Bartomeu del Grau i Oristà                                             | 41° 58′ 04″ N, 2° 07′ 51″ E / 41.967878°N,2.130894°E         |                  |
| Caraüll                                    | Muntanyola               | Santa Maria d'Oló, Sant Bartomeu del Grau i Oristà                          | 41° 55′ 14″ N, 2° 07′ 08″ E / 41.920543°N,2.118995°E         |                  |
| les Comes                                  | Muntanyola               | Santa Eulàlia de Riuprimer                                                  | 41° 54′ 07″ N, 2° 11′ 43″ E / 41.901985°N,2.195198°E         | 3,34             |
| Comesòlibes                                | Oristà                   | Sant Feliu Sasserra                                                         | 41° 56′ 19.71″ N, 2° 0′ 54.79″ E / 41.9388083°N,2.0152194°E  | 0,44             |
| la Bauma                                   | Prats de Lluçanès        | Sant Feliu Sasserra i Oristà                                                | 41° 57′ 28″ N, 2° 01′ 56″ E / 41.957682°N,2.032292°E         |                  |
| Miramberc o Torrelebreta                   | Malla                    | Tona, Taradell i Seva                                                       | 41° 51′ 09″ N, 2° 15′ 17″ E / 41.852542°N,2.254836°E         |                  |
| Mont-rodon                                 | Tona                     | Taradell i Seva                                                             | 41° 51′ 57″ N, 2° 16′ 07″ E / 41.865878°N,2.268651°E         | 1,12             |
| Malpartit                                  | Torrefarrera             | Alpicat, Lleida, Almacelles, Alguaire, Vilanova de Segrià i Rosselló        | 41° 41′ 57″ N, 0° 32′ 02″ E / 41.699223°N,0.533937°E         | 16,34            |
| Flix                                       | Balaguer                 | la Sentiu de Sió, Bellcaire d'Urgell i Cubells                              | 41° 48′ 36″ N, 0° 55′ 18″ E / 41.809909°N,0.921784°E         |                  |
| Aguilella                                  | Barbens                  | Tornabous, Tàrrega i Anglesola                                              | 41° 41′ 48″ N, 1° 04′ 48″ E / 41.696544°N,1.079929°E         | 3,1              |
| Remolins                                   | Bellvís                  | Vallfogona de Balaguer, Linyola i Bellcaire d'Urgell                        | 41° 43′ 54″ N, 0° 52′ 01″ E / 41.731743°N,0.867051°E         | 2,7              |
| Torretosquella o la Quadreta               | Castellserà              | Penelles i Montgai                                                          | 41° 45′ 25.56″ N, 0° 58′ 18.39″ E / 41.7571000°N,0.9717750°E | 0,77             |
| el Tarròs                                  | Tornabous                | Puigverd d'Agramunt, Agramunt, Ivars d'Urgell, la Fuliola i Barbens         | 41° 42′ 48″ N, 1° 02′ 18″ E / 41.713283°N,1.038331°E         | 10,0             |
| Mas d'en Porta                             | Guissona                 | els Plans de Sió i Torrefeta i Florejacs                                    | 41° 47′ 33″ N, 1° 14′ 04″ E / 41.792537°N,1.234455°E         |                  |
| Enfesta                                    | la Molsosa               | Pinós, Castellfollit de Riubregós, Torà i Calonge de Segarra                | 41° 46′ 55″ N, 1° 28′ 54″ E / 41.781827°N,1.481708°E         | 3,61             |
| la Vall de Marfà o Marfà                   | Castellcir               | Monistrol de Calders, Moià i Castellterçol                                  | 41° 46′ 44″ N, 2° 04′ 17″ E / 41.779026°N,2.071524°E         | 9,07             |
| Aclau de Seva                              | Seva                     | Balenyà, el Brull, Centelles i Aiguafreda                                   | 41° 48′ 23″ N, 2° 15′ 04″ E / 41.806360°N,2.251016°E         |                  |
| el Coll de Vinganya                        | Alcarràs                 | Torres de Segre i Soses                                                     | 41° 33′ 14″ N, 0° 29′ 56″ E / 41.554019°N,0.498925°E         | 0,89             |
| Vensilló                                   | els Alamús               | Bell-lloc d'Urgell i Torregrossa                                            | 41° 36′ 5.11″ N, 0° 47′ 22.71″ E / 41.6014194°N,0.7896417°E  | 7,78             |
| Masroig                                    | les Borges Blanques      | Juneda i Castelldans                                                        | 41° 32′ 01″ N, 0° 47′ 41″ E / 41.533555°N,0.794764°E         | 8,41             |
| l'Infern                                   | Juneda                   | Puiggròs, Torregrossa i Miralcamp                                           | 41° 35′ 00″ N, 0° 52′ 41″ E / 41.583263°N,0.878063°E         |                  |
| Gramuntell                                 | Ribera d'Ondara          | Granyena de Segarra, Cervera, Montornès de Segarra i Montoliu de Segarra    | 41° 37′ 16″ N, 1° 15′ 49″ E / 41.621085°N,1.263497°E         | 3,96             |
| Montfar                                    | Ribera d'Ondara          | Talavera i Montmaneu                                                        | 41° 36′ 21″ N, 1° 22′ 14″ E / 41.605918°N,1.370688°E         | 1,52             |
| Santa Maria del Camí                       | Veciana                  | Sant Guim de Freixenet, Jorba, Argençola i Copons                           | 41° 38′ 18″ N, 1° 28′ 09″ E / 41.638348°N,1.469165°E         | 0,44             |
| Vilamarics                                 | Monistrol de Montserrat  | Castellbell i el Vilar, Marganell i Sant Vicenç de Castellet                | 41° 39′ 15″ N, 1° 49′ 05″ E / 41.654215°N,1.818132°E         | 0,55             |
| l'Estany de Gallecs                        | Montcada i Reixac        | Palau-solità i Plegamans i Mollet del Vallès                                | 41° 34′ 20″ N, 2° 11′ 36″ E / 41.572098°N,2.193411°E         | 0,49             |
| Vila-rosal                                 | Parets del Vallès        | Palau-solità i Plegamans, Lliçà de Vall i Lliçà d'Amunt                     | 41° 34′ 47″ N, 2° 12′ 28″ E / 41.579610°N,2.207823°E         | 0,33             |
| el Cortei                                  | la Granada               | Avinyonet del Penedès i Subirats                                            | 41° 23′ 18″ N, 1° 44′ 51″ E / 41.388271°N,1.747547°E         | 1,09             |
| Santa Creu d'Olorda                        | Barcelona                | Molins de Rei, Sant Feliu de Llobregat i Sant Cugat del Vallès              | 41° 25′ 08″ N, 2° 03′ 44″ E / 41.418870°N,2.062174°E         | 2,0              |
| els Majols 1                               | el Morell                | la Selva del Camp, Perafort, la Pobla de Mafumet i Vilallonga del Camp      | 41° 11′ 53″ N, 1° 10′ 35″ E / 41.198102°N,1.176400°E         | 0,13             |
| els Majols 2                               | el Morell                | la Pobla de Mafumet i Vilallonga del Camp                                   | 41° 11′ 47″ N, 1° 11′ 23″ E / 41.196377°N,1.189804°E         | 0,28             |
| la Barraqueta                              | Perafort                 | Vilallonga del Camp, Alcover i el Rourell                                   | 41° 13′ 25″ N, 1° 12′ 00″ E / 41.223697°N,1.200079°E         | 0,55             |
| el Mas de Magrinyà                         | Perafort                 | la Selva del Camp, Constantí, la Pobla de Mafumet i el Morell               | 41° 11′ 36″ N, 1° 10′ 40″ E / 41.193340°N,1.177873°E         | 0,15             |
| el Campot                                  | Perafort                 | la Pobla de Mafumet                                                         | 41° 10′ 43″ N, 1° 13′ 18″ E / 41.178588°N,1.221737°E         | 0,11             |
| la Quadra                                  | el Catllar               | Vespella de Gaià, la Nou de Gaià i la Riera de Gaià                         | 41° 10′ 47″ N, 1° 21′ 39″ E / 41.179725°N,1.360797°E         |                  |
| l'Albornar                                 | Santa Oliva              | Banyeres del Penedès, Albinyana i la Bisbal del Penedès                     | 41° 15′ 53″ N, 1° 31′ 09″ E / 41.264609°N,1.519250°E         | 2,23             |
| Can Vies                                   | l'Arboç                  | Castellet i la Gornal, Castellví de la Marca i Santa Margarida i els Monjos | 41° 18′ 42.1″ N, 1° 38′ 1.32″ E / 41.311694°N,1.6337000°E    | 0,3              |
| la bassa dels Ganduls                      | Tortosa                  | Alfara de Carles i Roquetes                                                 | 40° 49′ 45″ N, 0° 23′ 24″ E / 40.829063°N,0.390042°E         |                  |
| les Gúbies del Regatxol o Mola de Catí     | Tortosa                  | Alfara de Carles i Roquetes                                                 | 40° 48′ 09″ N, 0° 16′ 43″ E / 40.802540°N,0.278749°E         |                  |
| Costa de Fora                              | Sant Carles de la Ràpita | Amposta                                                                     | 40° 34′ 19″ N, 0° 40′ 04″ E / 40.572038°N,0.667741°E         | 23,8             |
| el Gorner                                  | Puigdàlber               | El Pla del Penedès i Subirats                                               | 41° 24′ 04″ N, 1° 43′ 13″ E / 41.401187°N,1.720186°E         | 0,15             |

## Enclavaments històrics
| Nom                | Pertanyia a | Situat a                           | Coordenades                                                 | Superfície (km²) | Fi enclavament |
| ------------------ | ----------- | ---------------------------------- | ----------------------------------------------------------- | ---------------- | -------------- |
| Peça de Can Mallol | Barcelonès  | Vallès Occidental i Baix Llobregat | 41° 24′ 56.28″ N, 2° 4′ 23.36″ E / 41.4156333°N,2.0731556°E | 0,15             | 2017           |